# Jiří Jiránek
Jiří Jiránek (* 15. července 1946 Libochovice) je český geolog, diplomat, cestovatel a spisovatel. 

## Život

### Vzdělání, kariéra a spolková činnost
Jiří Jiránek se narodil v Libochovicích.
Po absolutoriu Přírodovědecké fakulty Univerzity Karlovy byl zaměstnán v Ústředním ústavu geologickém (ÚÚG), pracoval jako geolog na ložisku kaolinu v Kaznějově a poté opět v ÚÚG. Jako expert na nerostné zdroje působil na Kubě, v Nikaragui, Sýrii a Mongolsku. Po roce 1994 pracoval pro Ministerstvo zahraničních věcí ČR a byl velvyslancem v Chile (1998–2002) a ve Venezuele a ve třinácti malých karibských státech (Jamajka, Haiti, Dominikánská republika, Guyana, Surinam, Trinidad a Tobago a ostrovní státy Malých Antil) (2005–2008)[chybí lepší zdroj]. Působí ve vedení České geologické společnosti, České asociace ložiskových geologů a České iberoamerické společnosti.[chybí lepší zdroj] Služebně nebo soukromě navštívil 216 států a zemí na všech kontinentech.

## Knihy Jiřího Jiránka
- Čile po Chile: návod k poznávání země na konci světa (2005 a 2012[5])
- Výbuch nad tajgou: 100 let výzkumu tunguzského "meteoritu" (2008)[6]
- Kolik je Guyan?: do zapomenutých končin Jižní Ameriky (2011)[7]
- Češi s Slováci v Chile ve 20. století (2012 a druhé vydání 2013, s I. Bartečkem)[8]
- Země jako vesmírný terč: minulost a budoucnost srážek Země s vesmírnými tělesy (2012)[9]
- Malé Antily: Karibikem jez jachty (2016)[10]
- Byla-nebyla potopa světa?: geolog na stopách tisíciletých mýtů (2021)[11]
- Čeští a slovenští geologičtí exulanti (2023)[4]